# Angela

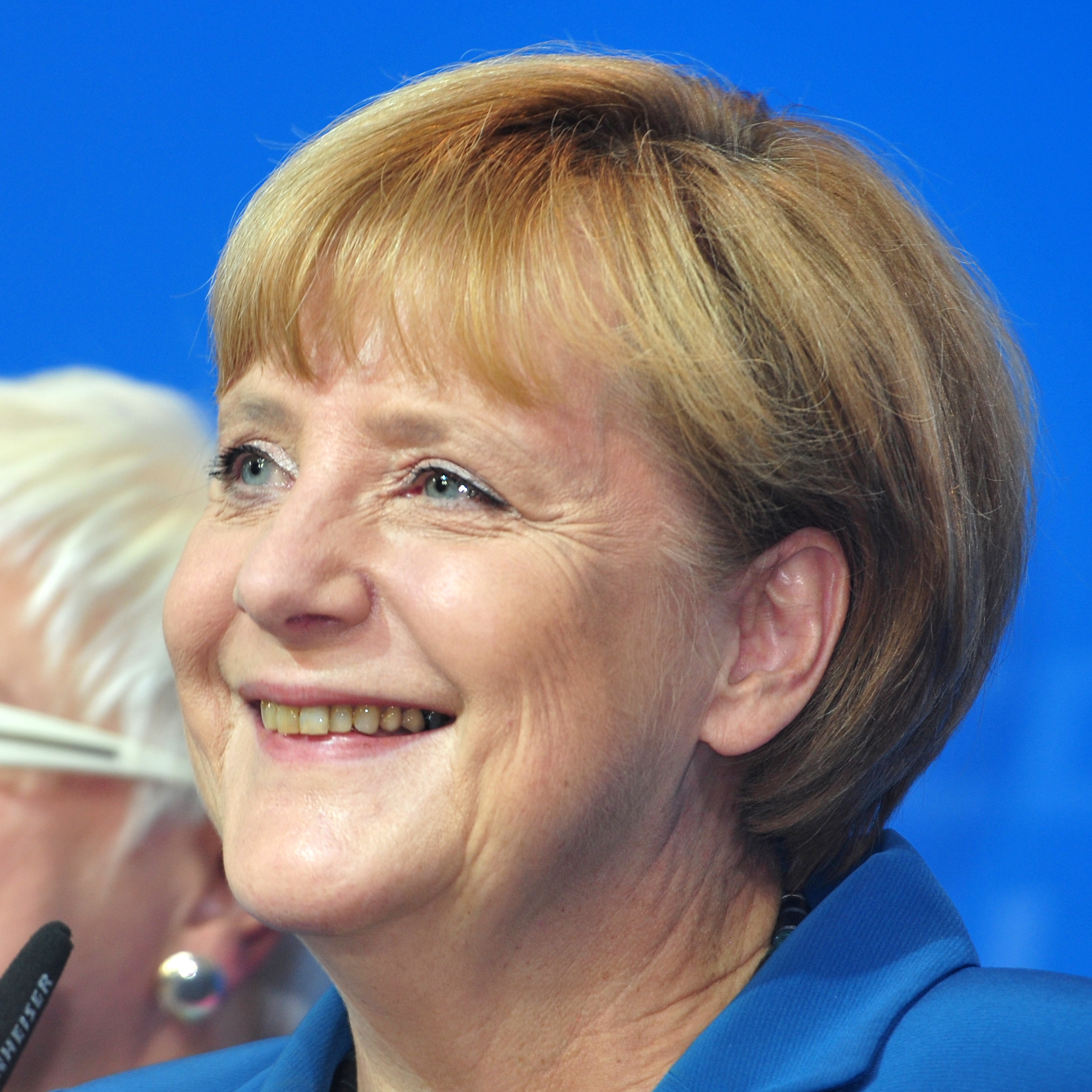
Angela Merkel

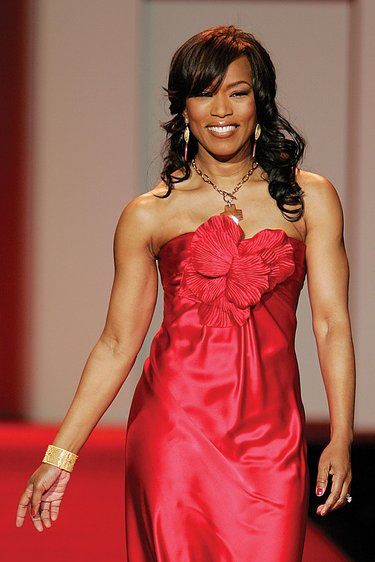
Angela Bassett

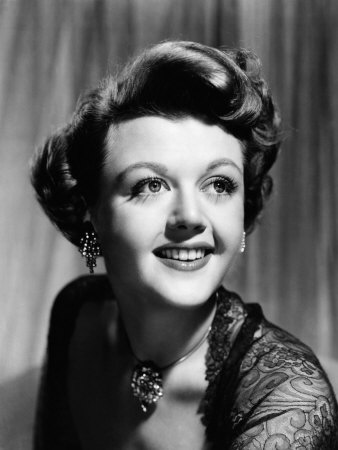
Angela Lansbury

Kvinnonamnet Angela är en italiensk form bildat av det latinska ordet 'angelus' som betyder budbärare, ängel. Det kan också vara en kortform av Angelika.
Det äldsta belägget för namnet i Sverige är från år 1868. Namnet var som populärast under 1960- och 1970-talen.
Den 31 december 2014 fanns det totalt 3 928 kvinnor folkbokförda i Sverige med namnet Angela, varav 2 215 bar det som tilltalsnamn.
Namnsdag i Sverige: 7 december. I den finlandssvenska namnsdagslängden har Angela namnsdag 8 december sedan 2010.

## Personer med namnet Angela
- Angela Baddeley, brittisk skådespelerska
- Angela Bailey, kanadensisk friidrottare
- Angela Bassett, amerikansk skådespelerska
- Angela Bettis, amerikansk skådespelerska
- Angela Bowie, cypriotisk sångare
- Angela Buxton, brittisk tennisspelare
- Angela Carter, engelsk författare
- Angela Chalmers, kanadensisk friidrottare
- Angela Daigle, amerikansk friidrottare
- Angela Davis, amerikansk feminist och medborgarrättsaktivist
- Angela Gheorghiu, rumänsk operasångerska
- Angela Gossow, tysk sångerska
- Angela Hucles, amerikansk fotbollsspelare
- Angela James, kanadensisk ishockeyspelare
- Angela Lansbury, brittisk skådespelerska
- Angela Merici, helgon
- Angela Merkel, tysk förbundskansler
- Angela Moroșanu, rumänsk friidrottare
- Angela Mortimer, brittisk tennisspelare
- Angéla Németh, ungersk friidrottare
- Angela Rippon, brittisk programledare
- Angela Ruggiero, amerikansk ishockeyspelare
- Angela Voigt, tysk friidrottare
- Angela White, australisk porrskådespelare
- Angela Williams, amerikansk friidrottare

## Fiktiva personer med namnet Angela
- Häxan Angela i Eragonböckerna